# Uromyces scleriae
Uromyces scleriae är en svampart som beskrevs av Henn. 1899. Uromyces scleriae ingår i släktet Uromyces och familjen Pucciniaceae.   Inga underarter finns listade i Catalogue of Life.